# Jarrod Evans
Pour les articles homonymes, voir Evans.

a Compétitions nationales et continentales officielles uniquement.

b Matchs officiels uniquement.
Dernière mise à jour le 28 décembre 2024.
Jarrod Evans, né le 25 juillet 1996 à Pontypridd (pays de Galles), est un joueur international gallois de rugby à XV jouant au poste de demi d'ouverture aux Harlequins.

## Biographie
Jarrod Evans commence la pratique du rugby à XV au Pontyclun RFC, puis fait ses débuts au Pontypridd RFC à l'âge de 17 ans. Il intègre aussi le centre de formation des Cardiff Blues.
Il fait ses débuts avec les Cardiff Blues en 2015 à 19 ans contre les Glasgow Warriors dans un match de Pro12.
En 2017-2018, il remporte le Challenge européen marquant 13 points en finale contre Gloucester Rugby.
Au mois d'octobre 2018, il est sélectionné pour la première fois avec le pays de Galles afin de remplacer Bradley Davies pour la tournée d'automne. Il obtient sa première sélection au cours de cette tournée durant le premier match, contre l'Écosse.
Au mois de janvier 2022, il marque une pénalité de dernière minute donnant la victoire à Cardiff Rugby contre le Leinster. Il s'agit de la première victoire de Cardiff face à cette équipe depuis 2011.
En 2023, il rejoint les Harlequins en compagnie de son compatriote gallois, le pilier Dillon Lewis. Il n'a alors pas obtenu 25 sélections avec le pays de Galles. Ne jouant plus dans un club gallois, il devient donc inéligible pour jouer en sélection.